# Wheatcroft (Kentucky)
Wheatcroft is een plaats (city) in de Amerikaanse staat Kentucky, en valt bestuurlijk gezien onder Webster County.

## Demografie
Bij de volkstelling in 2000 werd het aantal inwoners vastgesteld op 173.
In 2006 is het aantal inwoners door het United States Census Bureau geschat op eveneens 173.

## Geografie
Volgens het United States Census Bureau beslaat de plaats een oppervlakte van
0,6 km², geheel bestaande uit land.

## Plaatsen in de nabije omgeving
De onderstaande figuur toont nabijgelegen plaatsen in een straal van 24 km rond Wheatcroft.